# Genealogia wojskowa
Genealogia wojskowa – nauka pomocnicza historii wojskowej zajmująca się rodowodem jednostek wojskowych.
Przedmiotem badań genealogii wojskowej są:
- rodowody jednostek wojskowych: dywizji, brygad, pułków, batalionów, kompanii i równorzędnych (zobacz jednostki organizacyjne wojska);
- chronologia przemian ich numeracji i nazewnictwa umożliwiająca identyfikację:
- wyjaśnianie genezy i okoliczności powstania, filiacji, podległości organizacyjnej, składu (zobacz Ordre de Bataille), miejsca formowania, dokumentowanie dyslokacji i szlaku bojowego, obsady kadrowej i składu osobowego, w tym np. kawalerów orderów i odznaczeń wojskowych i wojennych, uzbrojenia i wyposażenia, umundurowania i symboliki (sztandary, odznaki i oznaki wojskowe).

Genealogia obejmuje wszystkie te elementy, które składają się na historię i tradycję oddziałową.
Genealogia opiera się na źródłach urzędowych wytworzonych przez jednostki wojskowe (rolle, księgi służby, dzienniki bojowe i okrętowe, rozkazy, raporty, meldunki itd.